# 亀井氏
亀井氏、龜井氏（かめいし）は、武家・華族だった日本の氏族。はじめ尼子氏に仕え、その滅亡後は織田信長や豊臣秀吉に仕えて因幡国鹿野城主に取り立てられ、江戸時代には石見国津和野藩主家として続いた。維新後は華族となり、当初は子爵家に列したが、後に維新の功で伯爵に陞爵。

## 歴史

### 封建時代
紀伊国牟婁郡亀井を発祥とする一族で藤白鈴木氏出身の亀井重清の流れを汲むとされ、戦国時代に亀井茲矩が佐々木氏流湯氏から養子に入って以降は宇多源氏を称した。亀井秀綱は尼子経久側近として仕えたことが確認できるが、その後一族は没落し、系譜などが不明となっており、その系譜は現在でも明らかとなっていない。
亀井茲矩は尼子氏に仕えるが、尼子氏が毛利氏に滅ぼされると豊臣秀吉に仕えて因幡国気多郡鹿野（現在の鳥取県鳥取市）1万3500石を領することになる。茲矩は秀吉から「琉球守」を称することを許された。慶長5年（1600年）の関ヶ原の戦いにおいては東軍に属し、3万8000石に加増された。茲矩の子の政矩の代になると4万3000石に加増され、元和3年（1617年）には石見国鹿足郡津和野（島根県鹿足郡津和野町）に転封となる。
津和野藩は山地の僻地だったため、治山と林政に力を入れていた。和紙や蝋を藩の専売専業にし藩財政を支えていた。これらの収入も換算すると津和野藩は実質10万石以上だったといわれる。
天保10年（1839年）には筑後久留米藩主有馬頼徳の六男茲監が養子に入って津和野藩主に就任した。彼は名君として知られ、藩政改革や藩校養老館の拡充による人材養成に力を入れ、その結果西周や森鴎外、大国隆正、岡熊臣、福羽美静ら近代に活躍する人材が津和野から多数輩出された。津和野藩は大外様の長州藩と徳川親藩の浜田藩や松江藩に挟まれるような位置にあり、幕末の動乱期には難しい局面も多かったが、茲監は時代の流れを見誤ることなく、幕末維新期のかじ取りにあたり、尊王論の立場を取り続けた。

### 明治以降
維新後茲監は1869年（明治2年）に版籍奉還で知藩事に転じるとともに華族に列し、1871年（明治4年）の廃藩置県まで知藩事を務めた。また幕末の津和野藩が国学者大国隆正の影響のもと復古神道を重視していたことから、茲監が太政官神祇事務局輔に任じられ神祇行政を担当した。小諸侯としては異例の議定にも就任している。茲監の後任の神祇事務局輔の福羽美静も旧津和野藩士であり、明治初期の宗教政策は津和野藩の手にあったといっても過言ではない。
版籍奉還の際に定められた家禄は、現米で3075石。明治9年（1876年）の金禄公債証書発行条例に基づき、家禄と引き換えに支給された金禄公債の額は、12万726円89銭9厘（華族受給者中61位）。
明治9年（1876年）には堤家から堤哲長の三男亀麿が茲監の養子に入り亀麿は茲明と改名して家督を相続した。明治17年（1884年）7月8日には茲明は子爵に列せられた。
福井松平家が侯爵に陞爵した明治21年（1888年）に旧臣の多胡真強と清水格亮が三条実美に宛てて亀井家の爵位の陞爵請願書を提出。議定就任者の大半が伯爵以上になっていたことから三条の了承が得られた。明治24年（1891年）4月23日に茲監の維新の功により伯爵に陞爵した。
茲明はドイツ留学から帰国後、美術学校や美術館の設立や、『美術論』の出版の準備を進めていたが、帰国から2年半余り後に日清戦争が勃発。彼は従軍カメラマンになることを明治天皇に願い出て認められた。1894年（明治27年）9月に5人の同行者を連れて大陸に渡った茲明は日本初の従軍カメラマンとして300枚以上の写真を撮影。1895年（明治28年）1月には破損したカメラ機材の修理で一時日本に帰国。この時3か月に及んだ戦場生活で茲明の体が病にむしばまれていたが、4月には全快しないまま再び大陸へ向かい撮影を続けた。帰国後現像した写真を写真品評会に出展したり、皇室に献上したりしていたが、明治29年（1896年）7月に35歳の若さで死去した。
茲明の後を受けて伯爵となった茲常は式部官、主猟官、東宮侍従を歴任し、父の写真を『昭和天皇実録』刊行のために貸し出したりしている。その息子の茲建は東北開発株式会社総裁、紀伊国屋書店監査役などを歴任した。衆議院議員だった亀井久興はその三男である。久興の娘である亀井亜紀子も立憲民主党に所属し、衆議院議員を務めている（2024年（令和6年）現在）。
現当主によると「茲」の字は跡継ぎにのみ付けられる字であるため、久興は祖母「久」と興銀の「興」を取って名付けられた。
また元衆議院議員の亀井静香は自らの先祖について「亀井新十郎（茲矩）の兄で新十郎とともに尼子氏に仕えていたが、尼子氏が滅ぼされた後に帰農した亀井吉助」と自称しているが、亀井亜紀子は「亀井茲矩は湯新十郎として誕生しているので、亀井姓の兄がいたというのはあり得ない」としてこの話を否定している。

## 系譜
```
凡例
　太字は当主、太線は実子、細線は養子。
```

### 尼子氏重臣亀井氏
系図1
```
亀井永綱

　 ┃
　
安綱

　 ┣━━━┓
　
秀綱
　　
利綱

　 ｜
　
茲矩
```

系図2
```
亀井永綱

　 ┣━━━┓
　
秀綱
　　
利綱
（重綱）
　 ┣━━━┓
　
安綱
　　
国綱

　 　      ┃
　　　　　
久清
```

- 雲陽誌出典

### 鹿野藩・津和野藩主→華族の伯爵家の亀井家
```
　
茲矩
1

　 ┃
　
政矩
2

　 ┣━━━┓
　
経矩
　　
茲政
3

　 ┏━━━┫
　
政直
　　
茲親
4

　 ┏━━━╋━━━┓
　
茲長
　
菅沼定好
　
茲満
5

　 ┃　　　┃
　
茲延
6
 
亀井矩貞
8

　 ｜　　　┣━━━┓
　
茲胤
7
 　
矩賢
9
　
茲尚
10

　 ┃　　　　　　　┣━━━┓
　
茲休
　　　　  　
茲方
11
 
阿部正身

　　　　　　　　　 ｜
　　　　　　　　　
茲監
12

　　　　　　　　　 ｜
　　　　　　　　　
茲明
13

　　　　　　　　　 ┃
　　　　　　　　　
茲常
14

　　　　　　　　　 ┣━━━━━┳━━━━┓ 
　　　　　　　　　
茲建
15
　
伊地知正勝
　
松平近義

　　　　　　　　　 ┣━━━┳━━┳━━┓
　　　　　　　　　
茲基
16
　
常影
　
久興
　
建照

　　　　　　　　　　　　　       ┃
　　　　　　　　 　　　　      
亜紀子
```